# Guinea
Guinea, plným názvem Guinejská republika, je republika, nacházející se na západním pobřeží Afriky při pobřeží Atlantského oceánu. Kromě úředního názvu République de Guinée se běžně užívá název Guinée Conakry. Sousedí se státy Pobřeží slonoviny, Guinea-Bissau, Libérie, Mali, Senegal a Sierra Leone.

## Dějiny

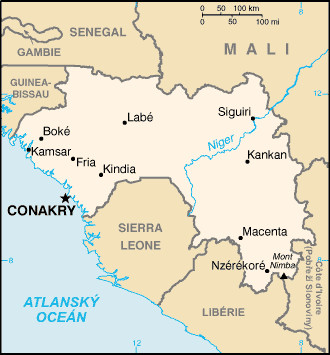
Mapa Guineje

Území dnešní Guiney bylo součástí řady říší, počínaje Ghanskou říší kolem roku 900. Pak následovalo království Soss v 12. a 13. století. Říše Mali převzala nad regionem kontrolu po Bitvě u Kiriny v roce 1235, ale časem byla oslabena vnitřními konflikty, které vedly k jejímu rozkladu. Nejsilnějším následníkem byl stát Songhaj. Ten převyšoval své předchůdce co do rozlohy i bohatství, ale také byl ničen vnitřními spory a občanskou válkou a nakonec se zhroutil po Bitvě u Tondibi v roce 1591.
Následovalo období chaosu až do založení islámského státu v 18. století. Na počátku 18. století měl zásadní význam příjezd muslimských Fulbů do horského regionu Futa Džalon.
Evropané na toto území dorazili poprvé při portugalských zámořských objevech v 15. století, čímž započalo období obchodu s otroky.
Guinea byla založena v roce 1890 jako francouzská kolonie v čele s prvním guvernérem Noëlem Balleym. Hlavní město Konakry bylo založeno také v roce 1890 na ostrově Tombo. V roce 1895 byla země včleněna do Francouzské západní Afriky.
Dne 28. září 1958 vyhlásila centrální Francie pod vedením Charlese de Gaulla referendum k nové ústavě a k vytvoření Páté francouzské republiky. Kolonie kromě Alžírska, které bylo de iure součástí Francie, se mohly rozhodnout mezi okamžitou nezávislostí nebo podržením koloniálního statutu. Všechny kolonie kromě Guiney zvolily druhou možnost, a tak se Guinea stala první francouzskou kolonií, která získala nezávislost, ale za cenu okamžitého zastavení veškeré francouzské pomoci.
Po získání nezávislosti byla Guinea vedena diktátorem Ahmedem Sékouem Tourém. Touré uplatňoval úplnou socialistickou ekonomickou politiku, potlačoval opozici a nebral ohledy na lidská práva. Pod jeho vedením se Guinea zapojila do Hnutí nezúčastněných zemí a udržovala těsné vztahy se státy východního bloku. Po jeho smrti v roce 1984 převzal moc Lansana Conté a okamžitě změnil ekonomickou politiku svého předchůdce, ale vláda zůstala autoritativní. První volby od získání nezávislosti byly uspořádány v roce 1993 a vyhrál je dosavadní prezident, ale výsledky byly sporné. Conté čelí domácí kritice za výkonnost domácí ekonomiky a za tvrdý postup vůči politické opozici.
Během návštěvy Francie v roce 2005 předseda vlády Francois Fall rezignoval a požádal o azyl spolu s rodinou z důvodu korupce a zesilování zásahů ze strany prezidenta do jeho kompetencí, což z jeho pohledu zeslabovalo jeho efektivitu jako předsedy vlády. Jeho nástupce Cellou Dalein Diallo byl odvolán v dubnu 2006 a Contému se nepodařilo zajistit náhradu až do ledna 2007. Během roku 2006 se konaly dvě generální stávky vládních zaměstnanců, během kterých bylo armádou zastřeleno 10 studentů. Stávky byly ukončeny poté, co Conté souhlasil s vyšší mzdou pro občanské zaměstnance a se snížením ceny některých základních potravin (rýže, olej).
Od začátku roku 2007 odbory svolávají nové stávky, protestují proti zvyšujícím se životním nákladům, vládní korupci a špatnému hospodaření. Po dvou týdnech trvání vyvolaly tyto stávky jedny z největších demonstrací od začátku Contého funkčního období a zavinily cca 60 mrtvých. Mimo jiné odbory požadovaly, aby stárnoucí a nemocný prezident jmenoval konsensuálního (pro odbory přijatelného) premiéra, který zaujme místo prázdné již od Diallova odvolání a Conté se zbaví v jeho prospěch některých prezidentských pravomocí. Conté neochotně souhlasil se jmenováním nového předsedy vlády a snížil ceny pohonných hmot a rýže; stávky byly dočasně přerušeny.
Dne 13. února 2007 po nominaci Eugene Camary, vnímaného jako blízkého spojence Contého, na post předsedy vlády okamžitě vypukly násilné demonstrace po celé zemi. Stávky pokračovaly, odvolávajíce se na prezidentovu neschopnost jmenovat „konsensuálního“ premiéra, jak bylo dohodnuto 27. ledna 2007. Po ozbrojených střetech s demonstranty byl vyhlášen výjimečný stav, který přinesl více než 100 mrtvých a objevilo se množství případů drancování a znásilňování prováděných muži v uniformách. Vládní budovy a nemovitosti vlastněné vládními činiteli byly vyloupeny a zničeny rozhněvanými davy. Guinea se ocitla na pokraji občanské války po tom, co se protestující po celé Guineje dožadovali Contého jednoznačné rezignace.
Po diplomatické intervenci ze strany ECOWAS (Hospodářské společenství západoafrických zemí), hlav sousedních států, Evropské unie, OSN atd. Conté souhlasil s výběrem nového premiéra ze seznamu pěti osobností navržených odbory a občanskými předáky. Dne 26. února 2007 byl jmenován na tento post Lansana Kouyaté, dřívější velvyslanec Guiney při OSN. Stávky byly odvolány a nominace byla stávkujícími oslavována.
Po smrti autoritářského prezidenta Contého (22. prosince 2008) došlo v zemi k pokusu o vojenský převrat. Kapitán armády Moussa Dadis Camara vyhlásil „rozpuštění vlády a všech státních institucí a pozastavení ústavy“. Informaci o převratu však dementoval premiér Ahmed Tidiane Souaré. Dne 24. prosince byla utvořena prozatímní vláda z armádních rebelů, tzv. Národní rada pro demokracii a rozvoj (32 členů), v jejímž čele stojí kapitán Moussa Dadis Camara. Cílem je připravit a vyhlásit regulérní prezidentské volby. Z titulu své funkce je prozatímním prezidentem Guineje Moussa D. Camara.
V zemi byla od konce roku 2008 nastolena vláda vojenské junty. Prezident Moussa Dadis Camara 30. prosince odvolal premiéra Ahmed Tidiane Souarého a jmenoval do této funkce dosavadního ředitele African Export-Import Bank v Káhiře Kabiné Komaru.

## Státní symboly

### Vlajka
Guinejská vlajka je tvořena listem o poměru stran 2:3 se třemi svislými pruhy: červeným, žlutým a zeleným.

## Geografie

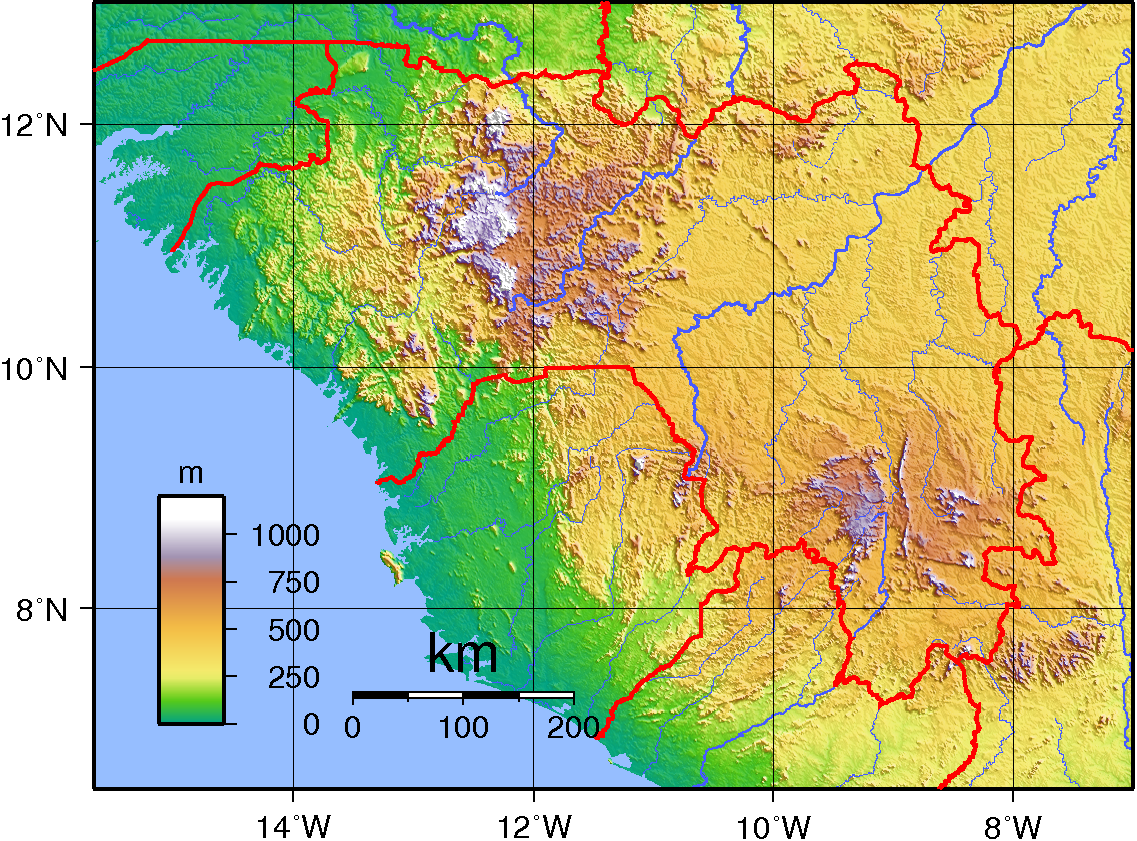
Topografie

Guinejské pobřeží je značně členité a porostlé mangrovníkovými porosty. Při pobřeží je pás nížin. Nejrozsáhlejší oblastí je vysočina ve středu země s masivem Futa Džalon vysokým 1538 m n. m. Na severovýchodě je jednotvárná náhorní rovina, kterou odděluje údolí Nigeru od jihovýchodní vysočiny s nejvyšší horou Nimba (1752 m n. m.). Většina území je zalesněna (58 %), obdělávají se asi jen 4 % rozlohy země. Východní část náleží povodí Nigeru, ve Fouta Djalonu pramení řeky Sénegal a Gambia.
V zemi jsou dva typy klimatu – tropický (horko a sucho) a rovníkový (horko a vlhko). Nejteplejším měsícem je duben, kdy teplota dosahuje kolem 27 °C, nejchladnějším naopak srpen s 20 °C. Průměrný roční úhrn srážek se pohybuje od 1500 mm na severu a severovýchodě až po 4500 mm při pobřeží.
V guinejských horách nepřesahujících výšku 1000 m n. m. na hranicích se Sierrou Leone poblíž vesnice Farakoro pramení Niger, třetí nejdelší řeka Afriky (po Nilu a Kongu).

### Města
- Konakry (hlavní) – 2 160 000 obyvatel
- Kankan – 150 000 obyvatel
- Labé – 110 000 obyvatel
- Kindia – 56 000 obyvatel
- Mamou – 11 000 obyvatel

## Obyvatelstvo

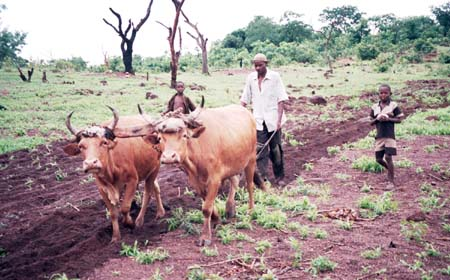
Guinejský zemědělec

### Národnostní složení
Ná území Guinejské republiky žije 24 etnických skupin. Největší skupinu obyvatel (40 %) tvoří Fulbové (Fulani, etnikum Peul čili Fula aj.) ve střední části země, kteří žijí na suché centrální náhorní plošině. Početná (30 %) je etnická skupina Mandinkové (Malinkové, Malinké) na severovýchodě, která obývá savanu Horní Guineje a Súsové (Soussou; 20 %) na severozápadě, kteří žijí na bažinatém pobřeží. Dalšími (celkem 10 %) jsou na jihovýchodě etnika Bagaforé, Bagatai, Kpellé (francouzsky Guerzé; česky Kepellové), Kissi (Kissiové), Landuma, Toma, Zialo aj. Početně zanedbatelná, ale ekonomicky aktivní je libanonská a francouzská menšina; rozrůstá se čínská menšina.

### Jazyk
V Guineji je oficiálním jazykem francouzština, kterou však ovládá necelých 40 % obyvatelstva. Guinejci ovládají neoficiální jazyky, kterých je v Guineji přibližně 40. Patří mezi ně např. peul čili fula (40 %), malinké (30 %) nebo sousou (20 %). Dalšími jsou zejména kpellé čili guerzé (3,8 %), kissi (3,5
%), toma (1,8 %), bassari, coniagui, kono, koniaka, lissi (celkem 0,9 %) a další.

### Náboženské složení
Většina obyvatelstva (84,2 %) vyznává islám. Z hlediska víry jsou zastoupeni:
- muslimové 84,2 % (zejména sunnité, resp. sufisté)
- křesťané 8 % (různé denominace, zejména na jihu země)
- tradiční africká náboženství 6 %
- ostatní 1 % (Bahá’í, hinduisté, buddhisté, tradiční čínské religiózní skupiny).

Oblasti vládne islám ve specifické subsaharské tváři (Black Islam), velmi často synkreticky propojený s tzv. tradičními africkými náboženstvími, jimiž je zde povětšinou západoafrický vodun v rozličných podobách, důrazech a názvech. Na odlehlejším venkově přežívá vodun často v nepřátelském postoji k rozpínajícímu se islámu. V roce 2013 proběhly ve městě Nzerekore nábožensko-etnicky motivované boje mezi muslimy na jedné straně a vyznavači vodunu spolu s vyznavači synkretismu vodunu a křesťanství na straně druhé. Výsledkem bylo více než pět desítek mrtvých, zabitých mačetami nebo zaživa upálených. Menší náboženské potyčky jsou zde časté. Vedle tradičních náboženství a kultu předků je v zemi praktikováno rovněž západoafrické čarodějnictví.

### Ostatní
- Populace do 15 let: 43,5 %
- Střední délka života: 62,1 let
- Fertilita: 4,6
- Gramotnost: 30 %
- Většina Guinejců jsou zemědělci.
- Zdravit, jíst, vyměňovat peníze apod. je v této muslimské zemi přípustné pouze pravou rukou.
- Dary jsou očekávané a vítané.
- K regionálním zvláštnostem patří nedochvilnost.
- Při vyřizování záležitostí na úřadech je třeba počítat s vysokou mírou byrokracie a korupce.
- Guinejci jsou nesmírně pohostinní lidé.[8]

## Ekonomika
Díky podpoře MMF a Světové Banky se vyvážejí suroviny, které jsou hlavním zdrojem deviz, zejména bauxitová ruda k výrobě hliníku. V 90. letech byly omezeny výdaje státu, byli podporováni soukromníci a stavěly se železnice (Trasa Conakry – Kankan).

### Hospodářství
Guinea je chudý zemědělský stát, i když velké zásoby nerostů, jako jsou bauxit a diamanty, slibují budoucí bohatství. Guinea je na druhém místě na světě v těžbě bauxitu. Dále se zde těží zlato, mangan a sůl. Vyrábí se hliník. Sklízí se rýže, kukuřice, maniok, banány, podzemnice olejná a palma olejná. Chová se skot, ovce a drůbež a důležitý je také rybolov.
Obchodní vztahy:
- Hlavními zákazníky Guinejské republiky byli v roce 2020 Spojené arabské emiráty (17,1 %), Indie (14,7 %), Čína (10,8 %), Švýcarsko (7,9 %) a hlavními vyváženými produkty bauxit (58 %), zlato (36 %), diamanty (3 %) a hliník (1 %).
- Hlavními dodavateli pro guinejskou ekonomiku byli v roce 2020 Čína (19,2 %), Indie (10,8 %), Japonsko (8,9 %), Spojené arabské emiráty (7,4 %) a hlavními dováženými produkty kapitálové zboží (62 %), stroje a mechanické vybavení (15 %), ropa a deriváty (12 %), potravinářské výrobky, nápoje a tabák (8 %).[8]

## Politika

### Přehled hlav státu
2. 10. 1958 až 26. 3. 1984 – Ahmed Sékou Touré – prezident; PDG

27. 3. 1984 až 3. 4. 1984 – Louis Lansana Beavogui – prozatímní prezident; PDG

3. 4. 1984 až 5. 4. 1984 – Lansana Conté – předseda Vojenského výboru národní obnovy; voj.

5. 4. 1984 až 22. 12. 2008 – Lansana Conté – prezident; voj., PUP

22. 12. 2008 až 23. 12. 2008 – Aboubacar Somparé – prozatímní prezident; PUP

23. 12. 2008 až 21. 12. 2010 – Moussa Dadis Camara – prezident; 24. 12. 2008 předseda Národní rady pro demokracii a rozvoj; voj.; opustil Guineu 4. 12. 2009 (?)

5. 12. 2009 až 21. 12. 2010 – Sékouba Konaté – úřadující prezident pro M. D. Camaru; voj.

21. 12. 2010 až 5. 9. 2021 – Alpha Condé – prezident; RPG
od 5.9. 2021 – Mamady Doumbouya - prezident vzešlý z vojenského převratu

## Členství země v mezinárodních organizacích
Guinejská republika je členem OSN, WTO, MMF, Africké unie, ECOWAS aj.

## Bezpečnost
V Guineji je doporučena celková obezřetnost. Bezpečnostní podmínky se zhoršují zejména v Konakry. V noci je třeba vyhýbat se neosvětleným a vylidněným místům. Na celém území se nedoporučují noční jízdy autem, protože může dojít k ozbrojenému přepadení a krádeži vozu; není doporučeno klást odpor. Kvůli kapesním krádežím je třeba být ostražitý na trzích atp.
Před cestou do Guineje je na místě uzavřít kvalitní cestovní pojištění včetně repatriace. Při ošetření v místních nemocnicích a klinikách (které lze doporučit jen v naprosto naléhavých případech), je nutné mít u sebe finanční hotovost. Ve všech vážných případech (traumatologie, koronární onemocnění) se doporučuje odlet do ČR. S sebou je třeba vézt běžné léky a v dostatečném množství repelenty, sluneční a protiplísňové krémy a dezinfekci (ovoce a zeleninu se doporučuje konzumovat pouze oloupané nebo je dezinfikovat).
Ke vstupu do země je nezbytné očkování proti žluté zimnici. Doporučuje se vakcinace proti hepatitidě A i B, meningitidě, obrně, tetanu, vhodné je aktualizovat očkování proti tyfu. Guinea je silně malarická oblast. Opakovaně jsou evidovány případy cholery. Vysoká je incidence AIDS/HIV. Od roku 2016 se v Guineji vyskytuje opět ebola, naposledy byly zaznamenány lokalizované případy v jihovýchodním regionu Guinée forestière v únoru 2021.
V Guinejské republice jsou trestné drogy a homosexualita. (Trestněprávní postihy jsou přísné a podmínky v místních kázeňských zařízeních odstrašující, předběžné zadržení může trvat i několik měsíců a soudnictví je zatíženo korupcí.) Nezbytná je i mimořádná opatrnost v souvisejících diskuzích a v chování na veřejnosti. Komunikačním tabu jsou práva LGBT a vhodné je vyhnout se kritice armády, prezidenta a vlády.

## Galery

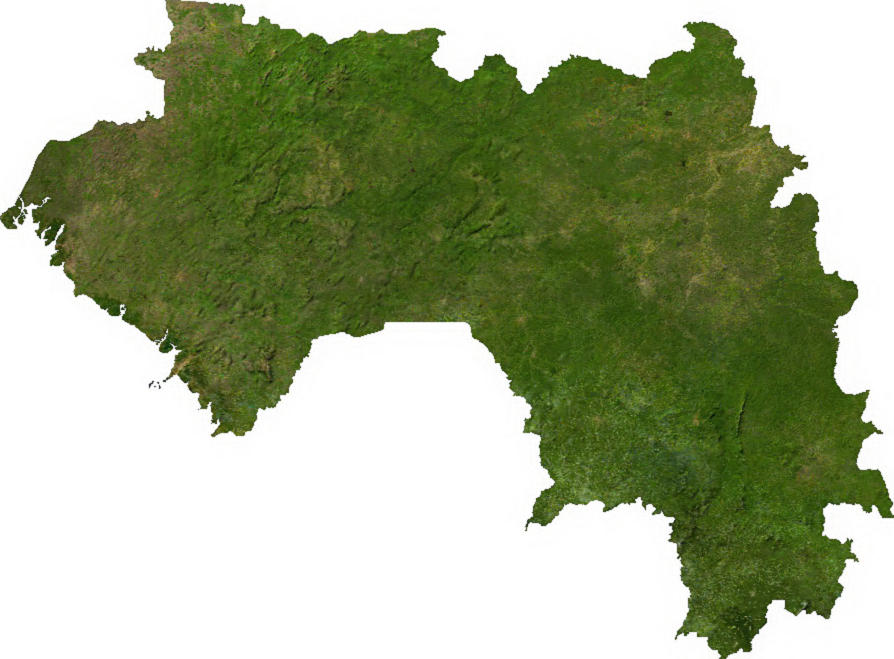
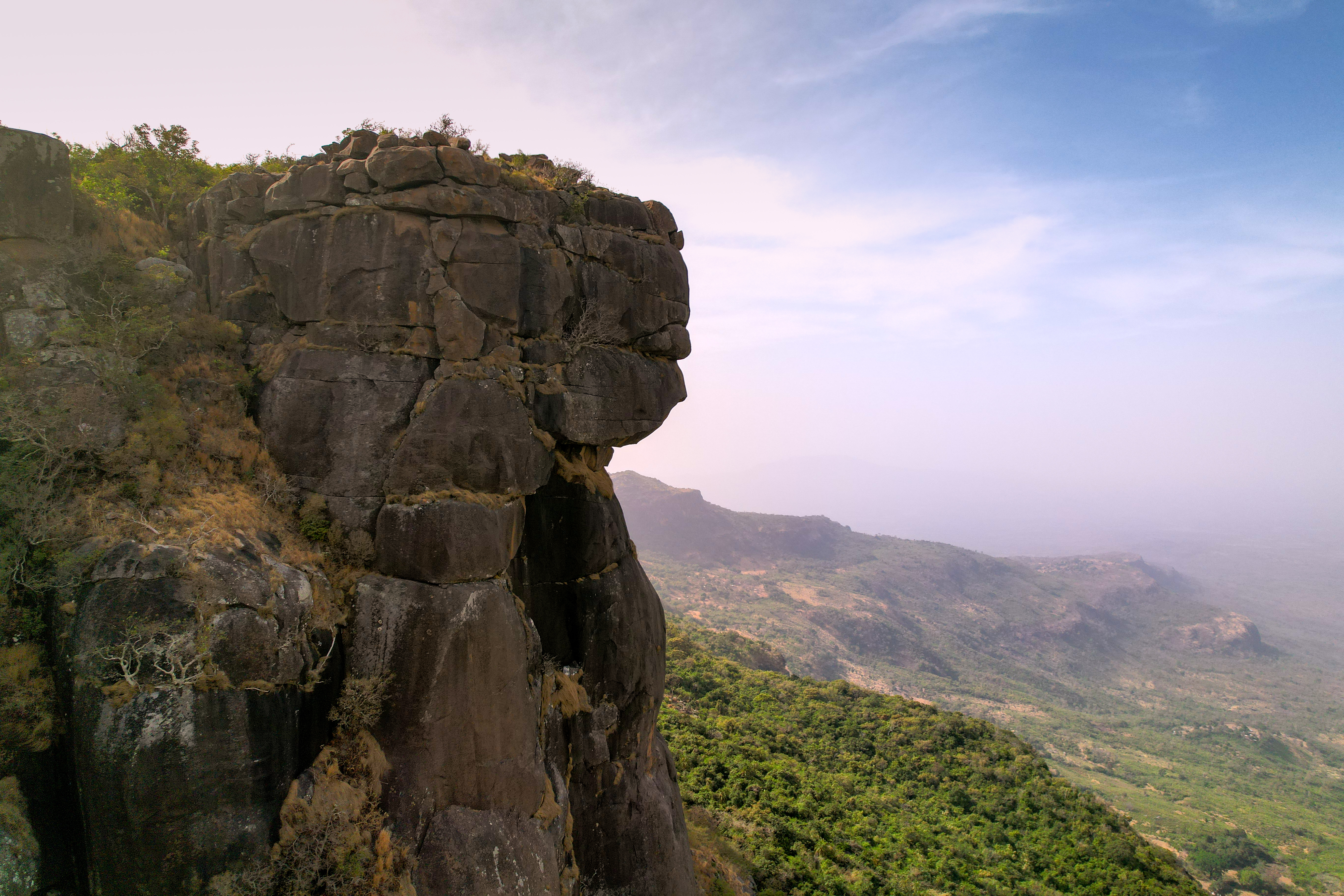
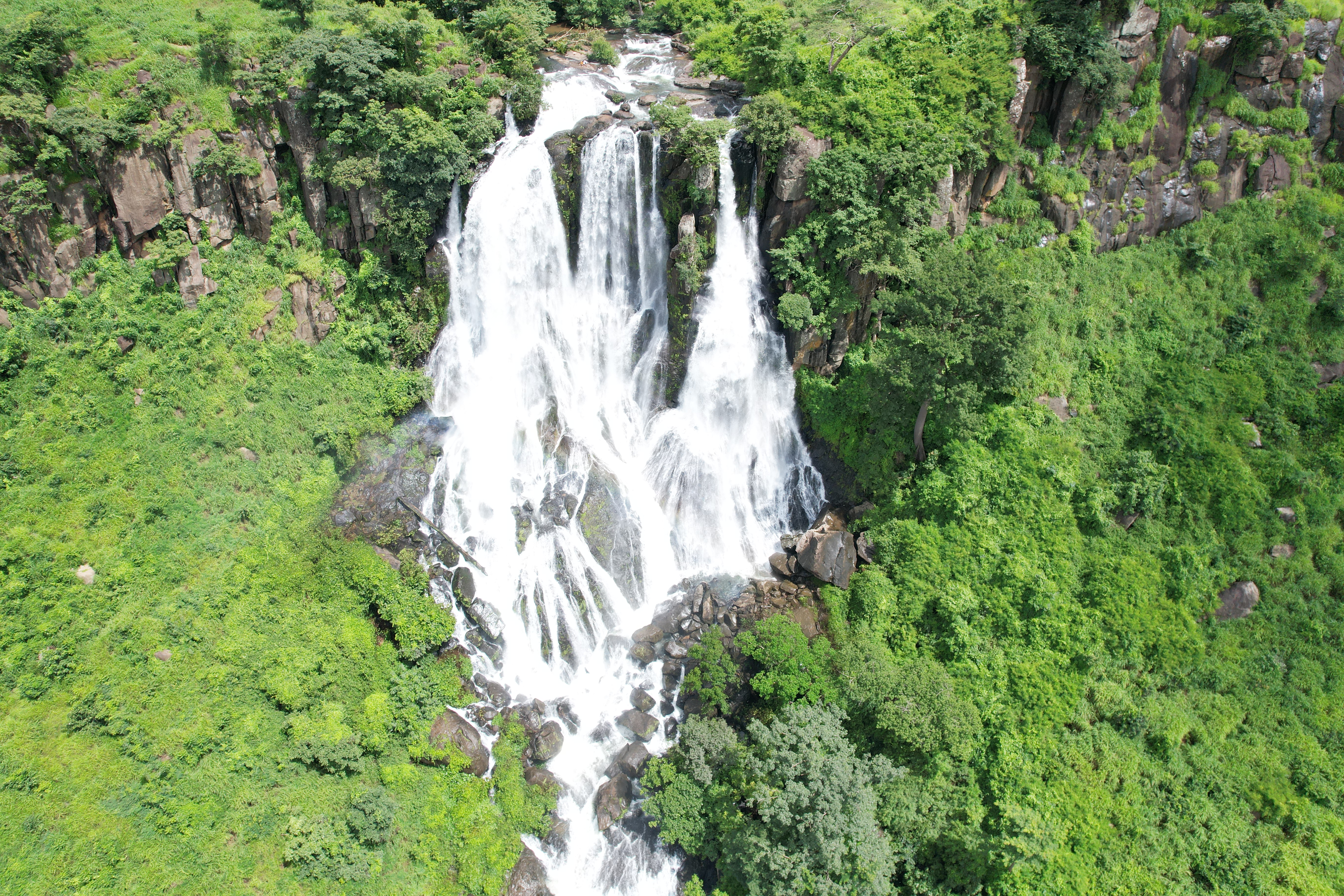
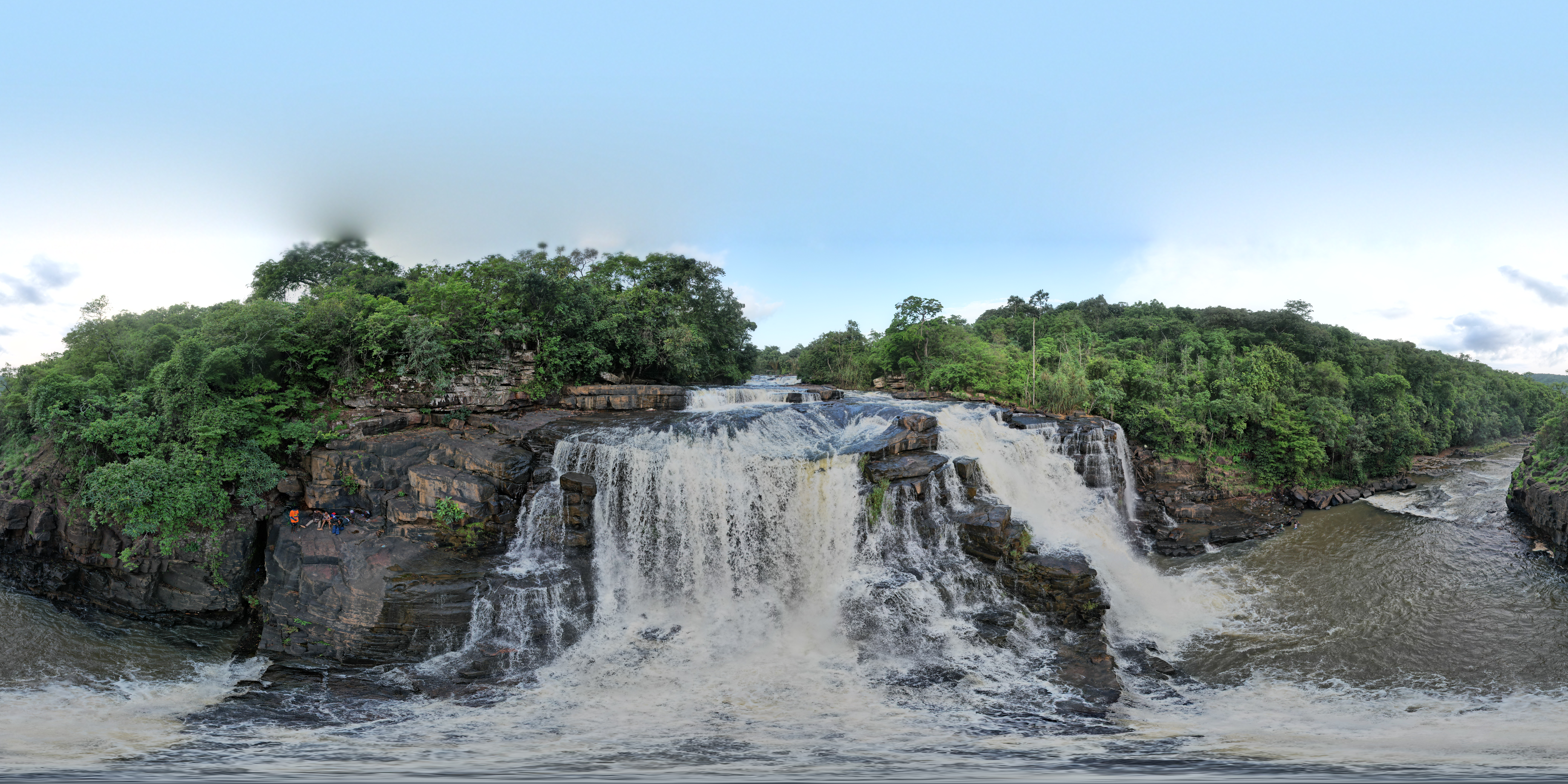
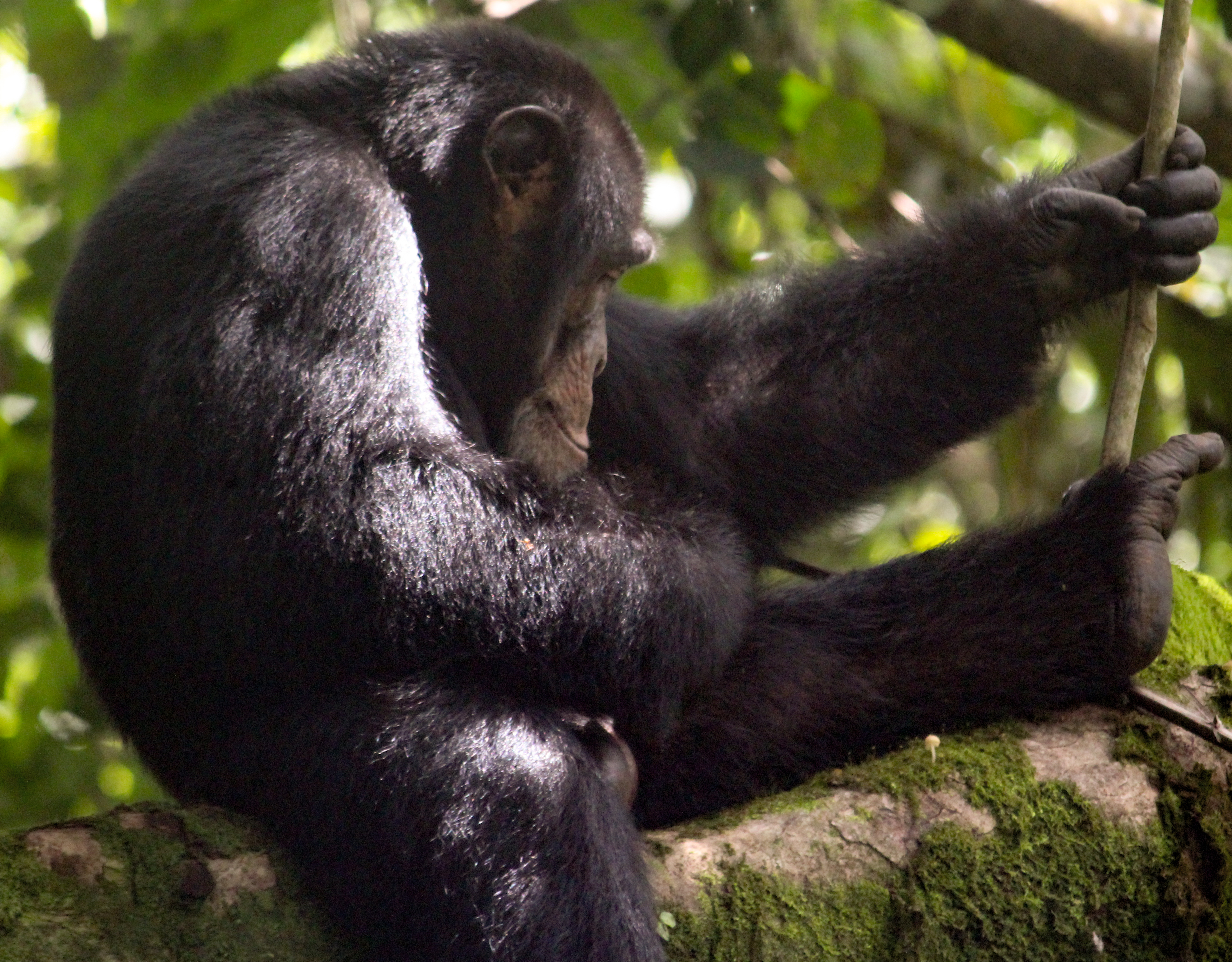
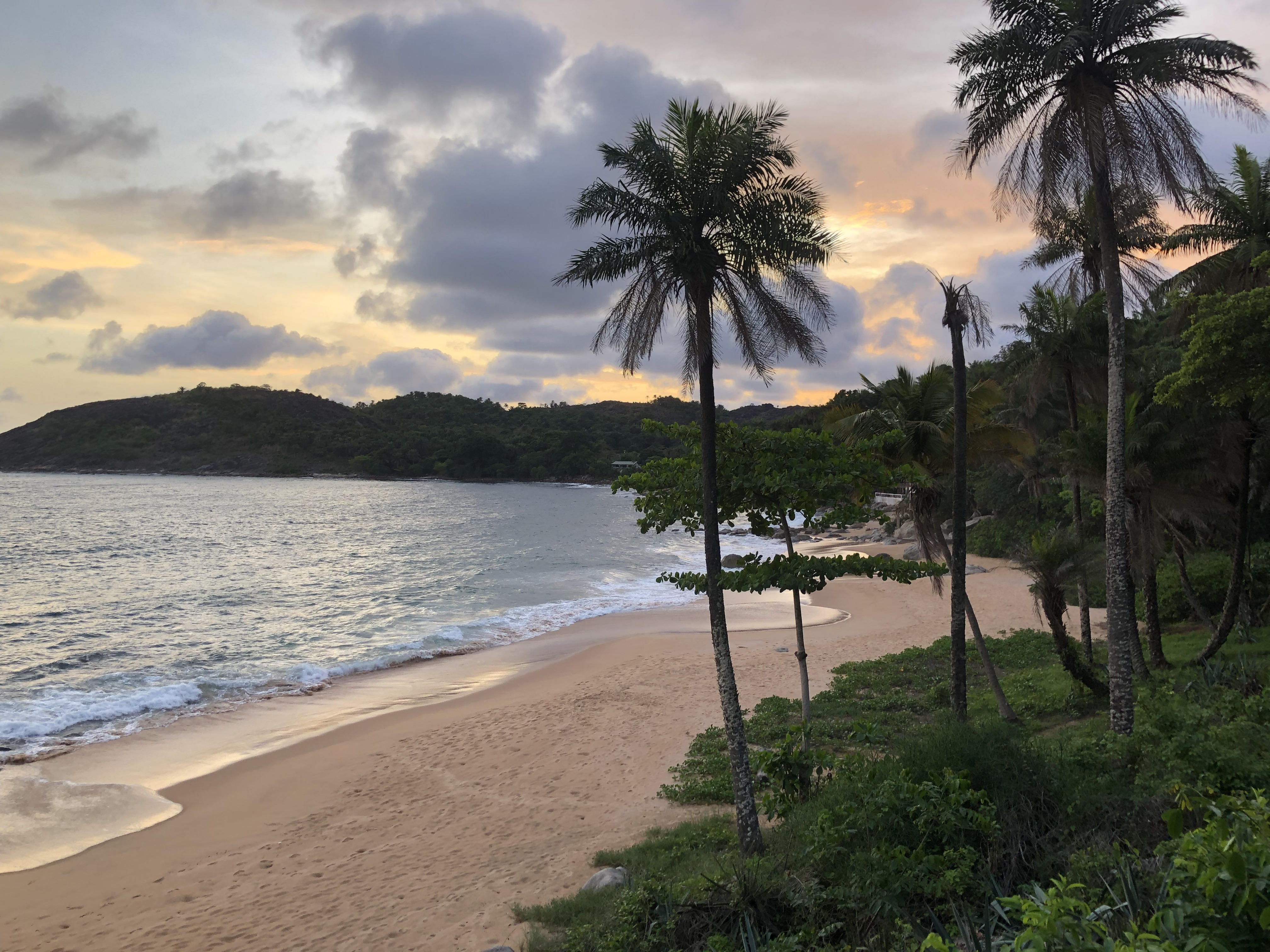